# Analogie (Philosophie)
Analogie (von griechisch ἀναλογία analogía „Verhältnis“) bezeichnet in der Philosophie eine Form der Übereinstimmung von Gegenständen hinsichtlich gewisser Merkmale. In der Antike wurde der Begriff ursprünglich als Fachausdruck für die Bezeichnung mathematischer Verhältnisse (Proportionen) verwendet. Später bezeichnete er auch Verhältnisse, die nicht streng quantitativer Art sind. In der Philosophie des Mittelalters spielte die Analogie eine große Rolle im Zusammenhang mit der Frage, wie sinnvoll von Gott geredet werden könne. Die Analogielehre bezog sich hier vor allem auf semantische Probleme, die beim Gebrauch von Begriffen und ihrer Bedeutungsübertragung entstehen.

## Begriffsabgrenzung:Analogie,Univozität,Äquivozität
Der Begriff „Analogie“ wird traditionell sprachphilosophisch von den Begriffen „Univozität“ und „Äquivozität“ abgegrenzt:
- Von Analogie spricht man, wenn ein Wort bei verschiedenen Verwendungen zwar unterschiedliche Bedeutungen aufweist, die aber doch noch gewisse Ähnlichkeit miteinander haben.

Ein Beispiel dafür sind Metaphern: Spricht man z. B. vom „Haupt der Familie“ so bezeichnet das Wort „Haupt“ in dieser Verwendung keinen Körperteil – dennoch liegt eine Entsprechung zu dieser Bedeutung vor; denn ähnlich der Bedeutung des Körperteils für das ganze Lebewesen ist die Bedeutung des betreffenden Familienmitglieds für die gesamte Familie.
- Univozität (Adjektiv: „univok“) liegt vor, wenn ein Wort in unterschiedlichen Zusammenhängen in identischer Bedeutung verwendet wird.

- Äquivozität (Adjektiv: „äquivok“) hingegen liegt vor, wenn demselben Wort in unterschiedlichen Verwendungen auch völlig unterschiedliche Bedeutungen zukommen.

Ein klassisches Beispiel hierfür ist das Wort „Strauß“, das 1. ein Blumengebinde, 2. einen Kampf und 3. eine Vogelart bezeichnen kann. Es handelt sich hier also genau genommen um drei verschiedene Begriffe, die mit demselben Wort (verstanden als bloße Lautfolge) bezeichnet werden.

## Die Diskussion des Begriffs in der Philosophie- und Theologiegeschichte

### Antike

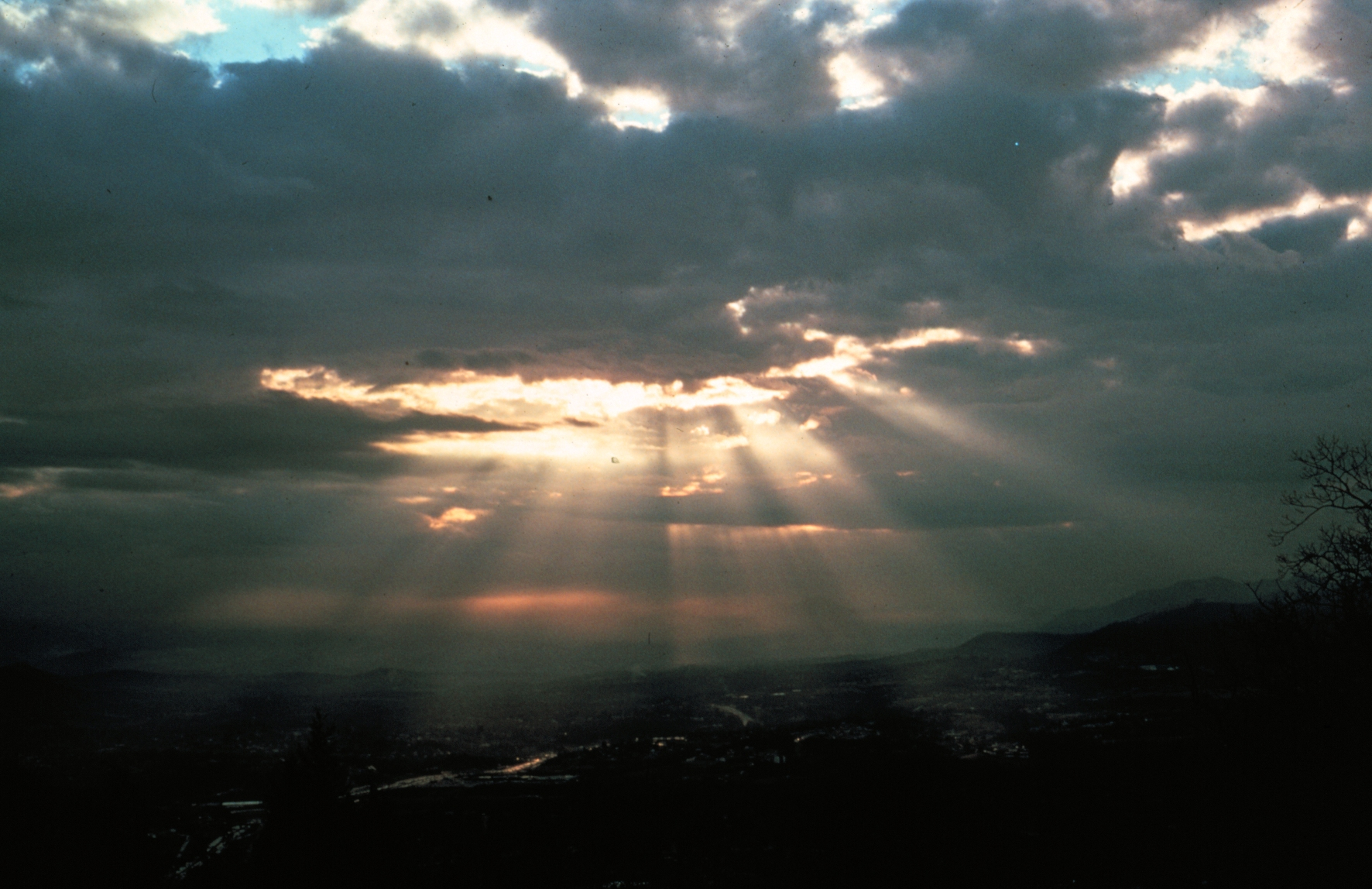
Die Sonne – ein in der Philosophiegeschichte häufig gebrauchtes Analogon für das Göttliche

Der Begriff der „Analogie“ tauchte als Terminus bereits bei den Pythagoreern als Bezeichnung einer mathematischen Verhältnisgleichheit auf („8:4 ist analog zu 4:2 mit dem gleichen Logos 2:1“). Hier ist aber eigentlich noch von einem univoken Beziehungsverhältnis die Rede. Im eigentlichen Sinne wurde der Begriff erst von Platon in die Philosophie eingeführt. Hier dient die Analogie v. a. als Mittel zur Erkenntnis der intelligiblen Welt. Da nach Platon die Welt des Sichtbaren Abbild der Welt der Ideen ist, kann die Ideenwelt auf dem Wege der Analogie erkannt werden; siehe Ideenlehre. Die berühmtesten Beispiele hierfür sind das Höhlengleichnis und der Vergleich der göttlichen Idee des Guten mit der Strahlen aussendenden Sonne (Die Idee des Guten erzeugt sich die Sonne als ihr „analogon“).
Aristoteles teilte die Lebewesen auf Grund analoger Funktionen in Klassen ein. In der Ethik definiert er die distributive Gerechtigkeit als die Analogie derjenigen Verhältnisse, in denen jedem Beteiligten das Seine zukomme (Nikomachische Ethik). In der Metaphysik stellt er fest, dass das „Sein“ in „vielfacher Weise“ ausgesagt werde, aber immer „auf eines hin“, die Substanz, der das Sein zunächst zukomme, während die Akzidentien ihr Sein nur in Bezug auf die Substanz haben. Aristoteles spricht zwar in diesem Zusammenhang noch nicht von Analogie, dieser Sachverhalt wird jedoch in der weiteren Philosophiegeschichte als Lehre von der Analogia entis wieder aufgegriffen.
Der Neuplatonismus lehrt in Anknüpfung an das platonische Urbild-Abbild-Schema die analoge Struktur der verschiedenen Seinsbereiche. Der göttliche Ursprung ist zwar in seinen Wirkungen gegenwärtig; diese bleiben hinter jenem jedoch an Seinsfülle zurück. Das göttliche Urbild kann daher zwar von den Wirkungen her erfasst werden, aber nur inadäquat, analog. Alle Kategorien der sichtbaren Welt gelten für die geistige nur analog.

### Mittelalter
Pseudo-Dionysius Areopagita unterscheidet wie vor ihm andere Tradenten der vor allem im Mittelplatonismus (Philo, Alkinoos u. a.) wurzelnden Negativen Theologie drei Weisen, von Gott zu sprechen:
- Auf dem Weg der Bejahung (kataphatische Theologie, theologia / via affirmativa vel causalitas) werden Gott Eigenschaften zugeschrieben. Diese beziehen sich aber nicht auf sein Wesen, sondern seine Wirkungen. Eine metaphorische Redeweise von Gott wird deswegen für möglich gehalten, weil Gott Grund von allem ist.
- Auf dem Weg der Verneinung (apophatische Theologie, theologia negativa) werden Eigenschaftsaussagen in Bezug auf Gott negiert. Dies betont die Unvergleichlichkeit Gottes als ersten Ursprungs alles Geschaffenen.
- Auf dem Weg des Überstiegs (theologia / via eminentiae) schließlich werden endliche Aussagesinne überstiegen, wie durch Präfixe wie „über-“, „hyper-“, „super-“ etc. kenntlich gemacht wird: Gott ist beispielsweise über-seiend, über-gut usw.

Die Anwendbarkeit bestimmter Typen von Aussageweisen auf Gott wurde vor und nach Dionysius vielfach diskutiert. Insbesondere die östliche Tradition sind dabei insb. Gregor von Nyssa, Gregor von Nazianz und Maximus Confessor leitend; einen Zwischenstand der Diskussion, auf den nachfolgend vielfach zurückgegriffen wird, formuliert Johannes von Damaskus (De fide orthodoxa). Eine systematische Diskussion der aristotelischen Kategorien unter der Problemstellung negativer Theologie gibt beispielsweise Eriugena. Im arabischen Kalam wird – teils wohl im Anschluss an Johannes von Damaskus und andere christliche Traditionen – der Realismus göttlicher Attribute kontrovers diskutiert. Für realistische Interpretationen plädieren dabei u. a. Hanbaliten, für antirealistische, allegorische Lesarten u. a. Dschahmiten und später Mutaziliten. In der arabischen Philosophie wird das Thema von den meisten allgemein bedeutsamen Theoretikern weiterverfolgt (darunter al-Farabi, Avicenna und Averroes). Averroes beispielsweise situiert, wie andere auch, die Analogie als ein Mittleres zwischen semantischer Gleichheit (Univozität) und Verschiedenheit (Äquivozität). Ähnliche Diskussionen finden sich zeitgleich und oftmals in Abhängigkeit von den Arabern bei jüdischen Philosophen. Insbesondere Maimonides vertritt dabei eine konsequent Äquivokationstheorie. Dessen Attributenlehre wiederum wird, ebenso wie Dioynsius und patristische Texte, von lateinischen Scholastikern diskutiert, beispielsweise von Albertus Magnus und Thomas von Aquin. Im 13. Jahrhundert vertritt z. B. Thomas von Aquin ein analoges Verhältnis von Gott und Geschöpf sowie der Prädikationen in Anwendung auf Gott und auf Geschaffenes.
Thomas unterschied zwischen einer „Analogie der Attribution“ (analogia attributionis) und einer „Analogie der Proportionalität“ (analogia proportionalitatis). Die analogia attributionis bezeichnet das Verhältnis zweier „Gegenstände“ zueinander. Dabei kommt der analoge Begriffsinhalt einem ersten Gegenstand in einem primären Sinne zu und wird auf einen zweiten Gegenstand in abgeleiteter Weise übertragen. So sprechen wir von einem „gesunden“ Heiltrunk, weil er der Gesundheit eines Lebewesens dient, von dem in erster Linie der Begriff „gesund“ ausgesagt wird (vgl. die Summa theologiae Thomas von Aquins). Auch den Begriff „Sein“ verwenden wir in dieser Weise. Er wird sowohl von Gott ausgesagt (ihm „attribuiert“), dem das Sein im primären Sinne zukommt, als auch von allen endlichen Geschöpfen, die in ihrem Sein von Gott abhängen. Bei der analogia proportionalitatis geht es um die Ähnlichkeit von Verhältnissen.
Als Beispiel verwendet Thomas das leibliche Sehen und die geistige Einsicht:

„Nach der zweiten Weise wird etwas analogisch ausgesagt, wie z. B. das Wort ‚Sehen’ (visus) vom leiblichen Sehen und vom Verstand gesagt wird, weil wie das Sehen im Auge, so die Einsicht (intellectus) im Geist ist.“

In ungefähr dem thomistischen Sinne definiert dann das 4. Laterankonzil, Gott und Geschöpf seien sich zwar ähnlich, doch sei diese Ähnlichkeit mit einer noch größeren Unähnlichkeit behaftet.
Ein prominenter Kritiker der thomistischen Analogiekonzeption ist Johannes Duns Scotus, der einen univoken Seinsbegriff verteidigt. Hintergrund seiner Kritik ist die Betonung der vollkommenen Andersartigkeit Gottes gegenüber seinen Geschöpfen:

„Ich sage, Gott werde nicht nur in einem Begriff gedacht, der analog ist zu dem Begriff des Geschöpfes, selbst aber ein völlig anderer ist als der Begriff, der vom Geschöpf ausgesagt wird, sondern auch in einem Gott und dem Geschöpf eindeutigen Begriff [in conceptu univoco].“

Für Duns Scotus enthält daher der Begriff „Sein“ weder den Begriff „endlich“ noch den Begriff „unendlich“. Er ist seiner Ansicht nach eindeutig und damit letztlich völlig inhaltsleer, da er keinerlei Differenzen mehr umfasst. Duns Scotus Lehre von der Univozität des Seinsbegriffes motiviert nominalistische Auffassungen, welche die Verbindung von Begriff und Wirklichkeit lockern.

### 20. Jahrhundert
Im 20. Jahrhundert wird die Analogielehre besonders von dialektischen Theologen, welche den Unterschied von Gott und Kreatur stark betonen, einer radikalen Kritik unterzogen. In der evangelischen Theologie lehnt Karl Barth die Vorstellung einer Seinsanalogie strikt ab. Er stellt dieser den Begriff der „analogia fidei“ entgegen: Die Analogie der Geschöpfe zu Gott könne nicht in der Erkenntnis des Seins mittels der natürlichen Vernunft, sondern nur im Glauben erfolgen. Für die katholische Theologie hingegen betont besonders Erich Przywara die „analogia entis“ als Prinzip einer „Formeinheit“ von Philosophie und Theologie. Ausgangspunkt ist für ihn der Satz des 4. Laterankonzils (1215): „Zwischen Schöpfer und Geschöpf gibt es keine Ähnlichkeit (similitudo), ohne dass diese von einer noch größeren Unähnlichkeit (dissimilitudo) begleitet wäre (inter creatorem et creaturam non potest tanta similitudo notari, quin inter eos maior sit dissimilitudo notanda)“ (DH 806). Dies veranlasst ihn zu der Folgerung, dass die Analogie „letzter objektiver Rhythmus im Sein und letzter subjektiver Rhythmus im Denken“ sei.
In ihrem Buch Models and Analogies in Science (1963) befasste sich Mary Hesse mit der Verwendung von Metaphern und Analogien in wissenschaftlichen Modellen. Metaphern wurden dabei als konzeptionelles Werkzeug analysiert, und man könnte sagen, als kognitives Gerüst, um die Natur eines wissenschaftlichen Objekts neu zu beschreiben, indem die Eigenschaften einer Metapher mit ihrem Zielphänomen verglichen wurden.